# Clearwater Racing
Clearwater Racing est une écurie de sport automobile singapourienne. Elle participe à des championnats GT asiatiques tel que le GT Asia Series ou l'Asian Le Mans Series, à partir de 2017 l'écurie est engagée en Championnat du monde d'endurance FIA dans la catégorie GTE Am.

## Histoire
L'écurie est née en 2007 sous le nom du Team Porsche Club Singapore Racing, en 2008 elle remporte les 12 Heures de Sepang avec une Porsche 911 GT3 RSR (997). Renommée ensuite Clearwater Racing, elle gagne en notoriété en remportant le GT Asia Series en 2011, 2012 et 2014 avec une Ferrari 458 Italia GT3 pilotée par le propriétaire de l'écurie Mok Weng Sun.
En 2013, le Clearwater Racing remporte les 12 Heures de Sepang.
En 2014, après être parti depuis la pole position, les deux Ferrari 458 Italia GT3 du Clearwater Racing réalise un doublé aux 12 Heures de Sepang,.
Elle s'engage en Asian Le Mans Series à partir de la saison 2014 dans la catégorie GT ; à l'issue de la saison de l'Asian Le Mans Series 2015-2016 elle obtient le titre en catégorie GT avec une McLaren 650S GT3 ce qui permet à l'écurie de décrocher une invitation pour les 24 Heures du Mans 2016 dans la catégorie GTE Am, devenant ainsi la première équipe singapourienne à participer à cette prestigieuse épreuve.
Lors des 24 Heures du Mans 2016, l'écurie décroche la pole position en GTE Am. L'année suivante l'écurie participe au Championnat du monde d'endurance FIA 2017 avec une Ferrari 488 GTE pour les pilotes : Weng Sun Mok, Matt Griffin et Keita Sawa,, ; elle décroche la victoire lors des 6 Heures de Silverstone 2017.

## Palmarès
- Championnat du monde d'endurance FIA
  - 1 victoire dans la catégorie GTE Am en 2017 à Silverstone.

- 12 Heures de Sepang
  - 3 victoires en 2008, 2013 et 2014.

- GT Asia Series
  - Champion en 2011, 2012 et 2014.

## Résultats en Championnat du monde d'endurance FIA
| Saison    | Écurie            | Châssis         | Moteur                        | Pneus    | Numéro | Courses | Courses | Courses | Courses | Courses | Courses | Courses | Courses | Courses | Points inscrits | Classement |
| Saison    | Écurie            | Châssis         | Moteur                        | Pneus    | Numéro | 1       | 2       | 3       | 4       | 5       | 6       | 7       | 8       | 9       | Points inscrits | Classement |
| --------- | ----------------- | --------------- | ----------------------------- | -------- | ------ | ------- | ------- | ------- | ------- | ------- | ------- | ------- | ------- | ------- | --------------- | ---------- |
| 2017      | Clearwater Racing | Ferrari 488 GTE | Ferrari F154CB 3.9 L Turbo V8 | Michelin | 61     | SIL     | SPA     | LMS     | NÜR     | MEX     | CDA     | FUJ     | SHA     | BHR     | 179             | 2e         |
| 2017      | Clearwater Racing | Ferrari 488 GTE | Ferrari F154CB 3.9 L Turbo V8 | Michelin | 61     | 1er     | 3e      | 5e      | 4e      | 5e      | 2e      | 2e      | 4e      | 2e      | 179             | 2e         |
| 2018-2019 | Clearwater Racing | Ferrari 488 GTE | Ferrari F154CB 3.9 L Turbo V8 | Michelin | 61     | SPA     | LMS     | SIL     | FUJ     | SHA     | SEB     | SPA     | LMS     |         | 95              | 5e         |
| 2018-2019 | Clearwater Racing | Ferrari 488 GTE | Ferrari F154CB 3.9 L Turbo V8 | Michelin | 61     | 3e      | 8e      | 5e      | 6e      | 7e      | Forfait | 3e      | 7e      |         | 95              | 5e         |